# Power and the Passion
Power and the Passion – czwarty album studyjny niemieckiej grupy rockowej Eloy, wydany w 1975 roku nakładem Harvest Records.

## Lista utworów
Opracowano na podstawie materiału źródłowego.
Wydanie LP:
Strona A
| Nr | Tytuł utworu              | Muzyka | Długość |
| -- | ------------------------- | ------ | ------- |
| 1. | „Introduction”            | Eloy   | 1:10    |
| 2. | „Journey into 1358”       | Eloy   | 2:56    |
| 3. | „Love Over Six Centuries” | Eloy   | 10:05   |
| 4. | „Mutiny”                  | Eloy   | 9:07    |
|    |                           |        | 23:18   |

Strona B
| Nr | Tytuł utworu              | Muzyka | Długość |
| -- | ------------------------- | ------ | ------- |
| 1. | „Imprisonment”            | Eloy   | 3:12    |
| 2. | „Daylight”                | Eloy   | 2:38    |
| 3. | „Thoughts of Home”        | Eloy   | 1:04    |
| 4. | „The Zany Magician”       | Eloy   | 2:38    |
| 5. | „Back into the Present”   | Eloy   | 3:07    |
| 6. | „The Bells of Notre Dame” | Eloy   | 6:26    |
|    |                           |        | 19:05   |

- słowa napisali Frank Bornemann i Gordon Bennit

## Twórcy
Opracowano na podstawie materiału źródłowego.
Muzycy:
- Frank Bornemann – gitara, śpiew
- Luitjen Janssen – gitara basowa
- Fritz Randow – perkusja, instrumenty perkusyjne
- Detlef Schwaar - gitara
- Manfred Wieczorke – instrumenty klawiszowe

Dodatkowi muzycy:
- Marry Davis-Smith – śpiew (A3)
- Gordon Bennit – śpiew (B4)

Produkcja:
- Jay Partridge, Eloy – produkcja muzyczna
- Wolfgang Thierbach - inżynieria dźwięku